# Великая Линина
Великая Линина (укр. Велика Лінина) — село в Старосамборской городской общине Самборского района Львовской области Украины, расположено на реке Лининка.
Население по переписи 2001 года составляло 1299 человек. Занимает площадь 2,88 км². Почтовый индекс — 82076. Телефонный код — 3238.